# Commercial Motor Vehicle Company
Commercial Motor Vehicle Company war ein US-amerikanischer Hersteller von Kraftfahrzeugen, ein Pionier des Allradantriebs und der Allradlenkung bei Nutzfahrzeugen, von denen Lastkraftwagen mit einer Nutzlast bis zu 10 tn. sh. (ca. 9,1 Tonnen) und Busse für bis zu 50 Passagiere hergestellt wurden. Das Unternehmen setzte überwiegend auf batterieelektrischen Antrieb, mit Elektromotoren, die direkt auf jeweils ein Rad einwirkten. 1905 wurden ein Lkw und ein Omnibus mit benzinelektrischem Antrieb zur Verbesserung ihrer Reichweite ausgestattet.

## Unternehmensgeschichte
Das Unternehmen hatte seinen Sitz in Detroit in Michigan. 1903 begann die Produktion von Automobilen, wobei der Schwerpunkt ab 1904 auf Nutzfahrzeugen lag. Der Markenname lautete Commercial Electric für den einzigen Personenwagen und Quadray für Nutzfahrzeuge. Es wurden überwiegend elektrisch betriebene Fahrzeuge angeboten, doch wurde 1905 auch ein Fahrgestell mit benzinelektrischem Antrieb vorgestellt. Es war gleichermaßen für Lkw wie Omnibusse geeignet. Das Unternehmen warb für sich als manufacturers of heavy trucks, buses and interurban cars. Mit letzterem waren Busse mit einer höheren als der damals üblichen Reichweite gemeint.
1905 endete die Produktion; der Bau des Pkw wurde möglicherweise bereits 1904 eingestellt.

## Fahrzeuge

### Personenwagen
Das einzige Pkw-Modell wurde Business man’s carriage genannt. Ein kleiner Elektromotor trieb das Elektroauto an. Er leistete 0,75 PS. Damit waren 22 km/h Höchstgeschwindigkeit möglich. Die Batterie bestand aus zehn Zellen. Die Reichweite war mit 64 km angegeben. Einzige Karosserieform war ein offener Runabout. Das Leergewicht war mit rund 227 kg angegeben.

### Nutzfahrzeuge und Omnibusse
Bei ihren Nutzfahrzeugen setzte die Commercial Motor Vehicle Company auf Elektro-Radnabenmotoren in jedem der hölzernen Artillerieräder. Dadurch ergibt sich eine frühe Form des Allradantriebs, deren älteste belegte Anwendungen der amerikanische Hub Electric (1899) und der österreichische Lohner-Porsche Semper Vivus (1900) waren. Bereits 1895 wurde der Caffrey Steam vorgestellt, ein Dampfwagen mit einer kleinen Dampfmaschine in jeder Radnabe. Die Commercial Motor Vehicle Company verwendete hölzerne Artillerieräder.
Der kleinere von zwei beschriebenen, rein elektrisch betriebenen Nutzfahrzeugen war ein Lastkraftwagen mit diesem Allradantrieb. Die vier Radnabenmotoren leisteten je 2½ PS. Sie wurden von einer Batterie mit 40 Zellen gespeist. Der Lkw trug eine Nutzlast bis zu 6¼ tn. sh. (ca. 4,8 Tonnen), lieferbar war er auch eine Version als Omnibus für 40 Fahrgäste.
Das schwerste Fahrzeug im Lieferprogramm war ein 1904 eingeführter Lkw mit einer Nutzlast von 9 bis 10 tn. sh. (ca. 8–9 Tonnen), Radnaben-Allradantrieb mit 3½ bis 4 PS Leistung pro Rad und zusätzlich mit Allradlenkung. Seine Batterie hatte 80 Zellen.; die Höchstgeschwindigkeit lag bei 6 bis 8 mph (ca. 10 bis 13 km/h). Erhältlich war das Fahrzeug als Pritschen- oder Kastenwagen und es ist anzunehmen, dass es auch als Basis für den erwähnten, 50-sitzigen Bus diente.
Das dritte Nutzfahrzeug war ein benzinelektrisch betriebener Omnibus. Ein 25 HP-Vierzylindermotor unbekannter Herkunft diente zur Erzeugung des Stroms für die vier Radnabenmotoren mit je 2½ PS. Für wie viele Passagiere der Bus ausgelegt war, ist nicht bekannt, 40 wie beim rein elektrisch betriebenen Bus ist eine realistische Annahme. Das als Interurban Car bezeichnete Fahrzeug sollte den Linienverkehr zwischen Ortschaften ermöglichen, die außerhalb der damals möglichen Reichweite von Elektrofahrzeugen lag und eignete sich auch für touristische Zwecke.

## Modellübersicht
Es liegen nur unvollständige Angaben vor. Die nachstehende Übersicht wurde aus verschiedenen Quellen kompiliert.
| Bauzeit belegt für | Marke               | Modell                  | Nutzlast als Lkw | Plätze als Bus | Antrieb                                 | Leistung | Batterien | Varianten                              | Bemerkungen                                      |
| ------------------ | ------------------- | ----------------------- | ---------------- | -------------- | --------------------------------------- | -------- | --------- | -------------------------------------- | ------------------------------------------------ |
| ca. 1903–1904      | Commercial Electric | Business man’s Carriage | -                | -              | Elektrisch                              | 0,75 PS  | 10 Zellen | Runabout                               | Einziger Personenwagen des Herstellers           |
| ca. 1903–1905      | Quadray             | 6¼ tn                   | 4,8 t            | 40             | Elektrisch Radnabenantrieb Allrad       | 4×2,5 PS | 40 Zellen | Lastkraftwagen ev. Omnibus             |                                                  |
| ca. 1904–1905      | Quadray             | 10 tn                   | 9,0 t 10,0 t     | 50             | Elektrisch Radnabenantrieb Allrad       | 4×3,5 PS | 80 Zellen | Pritschenwagen Kastenwagen ev. Omnibus | Allradlenkung                                    |
| ca. 1903–1905      | Quadray             | Interurban Car          | -                |                | Benzinelektrisch Radnabenantrieb Allrad | 4×2,5 PS | -         | Omnibus                                | Benzingenerator 25 PS; Überland- und Ausflugsbus |